# Fenerbahce formosus
Fenerbahce formosus är en fiskart som först beskrevs av Huber, 1979.  Fenerbahce formosus ingår i släktet Fenerbahce och familjen Nothobranchiidae. IUCN kategoriserar arten globalt som livskraftig. Inga underarter finns listade i Catalogue of Life.